# 鉛
鉛（なまり、英: Lead、独: Blei、羅: Plumbum、仏: Plomb）とは、典型元素の中の金属元素に分類される、原子番号が82番の元素である。元素記号は Pb である。

## 名称
日本語名称の「鉛（なまり）」は「生（なま）り」=「やわらかい金属」からとの説がある。元素記号はラテン語での名称 plumbum に由来する。大和言葉では「青金（あおがね）」という。

## 特徴

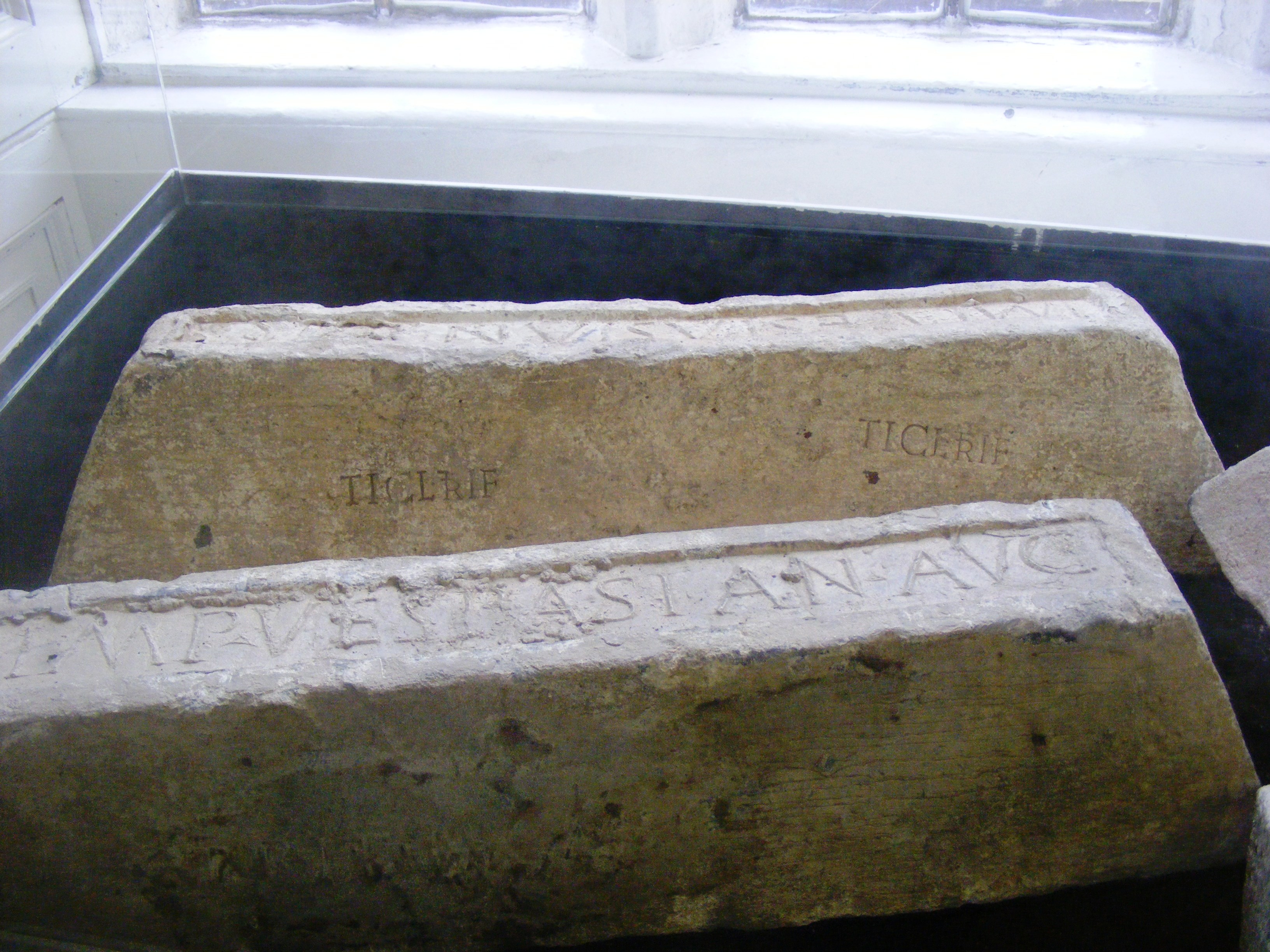
ローマ帝国属州ブリタンニア時代の鉛の地金

炭素族元素の1つ。原子量は約207.19、比重は11.34である。錆で覆われた表面は鉛色と呼ばれる青灰色となる。人類の歴史上、広く使われてきた代表的な重金属である。主に、鉛の硫化鉱物である方鉛鉱の形で産出する。

## 同位体
全元素中で最も質量数の大きい安定同位体を持つ元素としてビスマスが挙げられることも多いものの、長らくビスマスの唯一の安定同位体だと信じられてきた209Biは、実際には安定同位体ではなかったことが確認された。このため、通常、鉛が全元素中で最も質量数の大きい安定同位体を持つ元素として挙げられ、鉛の同位体の1つである208Pbが、最も質量数の大きい安定同位体と言われている。また、ウランやトリウムなどの鉛よりも原子番号の大きな放射性元素が壊変すると、一般的に、最終的には鉛の同位体のうち、206Pbか207Pbか208Pbを生じるとされている。しかし、実は鉛にも安定同位体は1つも存在しないのではないかとも言われ始めている。事実、長らく安定同位体と信じられてきた204Pbも、実は安定同位体ではなかった。
なお、元になった親核種により最終的に生成する鉛の同位体が異なるため（崩壊系列を参照）、鉛の同位体組成は産地ごとに違った特徴を持つ。つまり、ウランやトリウムが集まりやすい場所で産出した鉛は、これらが崩壊した結果生成する同位体を多く含む。これを利用して、出土品や汚染物質の起源を推定することができる。

## 性質
他の金属と比べると錆びやすく、見かけ上すぐに黒ずむが、酸化とともに表面に酸化皮膜が形成されるため、腐食が内部に進みにくい。また、多くの無機塩が水に不溶であるため水中でも腐蝕しにくい。
ハロゲンやカルコゲンなどとは加熱により直接反応して化合物を生成する。希塩酸や希硫酸とは表面に難溶性塩を生じて反応しにくいが、硝酸とは容易に反応する。酢酸イオンとの親和力が比較的強く、空気（酸素）の存在下において酢酸水溶液にも溶解して酢酸鉛を生成する。
{\displaystyle {\ce {2Pb + 4 CH3COOH + O2 -> 2Pb(CH3COO)2 + 2H2O}}}
また鉛は軟らかい金属であり、紙などに擦り付けると文字が書けるため、古代ローマ人は羊皮紙に鉛で線や文字を書き、これが鉛筆 (lead pencil) の名称の起源となった。
低融点で柔らかく加工しやすいこと、高比重であること、比較的製錬が容易であることなどから、古代から広く利用されてきた。しかし、生物に対して毒性と蓄積性があるために、近年は利用が避けられる傾向が強い。この問題を解決すべくRoHS指令が成立し、製造者や利用者の保護を確保している。電気回路で用いられるはんだなどでもRoHS指令に対応した「鉛フリー」と銘打った製品が多く市販されている。
7.2Kにおいて超伝導転移を示し、この転移温度が20GPa程度までの印加圧力にほぼ比例して低下していくため、高圧物理学においては鉛の超伝導転移温度から圧力を決定するのに使用されることがある。

## 天然における存在

世界の鉛、および亜鉛の分布図（アメリカ地質調査所の調査による）

地球の地殻における鉛の含有率は約8 ppmと推定されており、これは決して多いとは言えない。しかし、硫化鉱物として広く存在し、採掘および製錬が比較的容易なことから亜鉛と同様に安価な金属である。
単体の自然鉛として存在することは稀であり、硫化物の方鉛鉱として広く分布し、黒鉱鉱床など銅、亜鉛などと共存することが多い。また方鉛鉱が酸化した硫酸鉛鉱、炭酸塩である白鉛鉱、クロム酸塩である紅鉛鉱なども産出する。また火成岩中、特に花崗岩に微量含まれ、イオン半径が近い長石中のカリウムを置換している。

### 鉛鉱石
鉛鉱石を構成する鉱石鉱物には、方鉛鉱（PbS）などがあげられる。

## 製錬
原料は方鉛鉱が最も重要であり、焙焼工程および還元を経て粗鉛が取り出され、ついで湿式法または乾式法により精錬される。
まず選鉱により純度を高めた方鉛鉱を焙焼により酸化鉛とし、ついでコークスにより還元して粗鉛を得る。
{\displaystyle {\ce {2PbS + 3O2 -> 2PbO + 2SO2}}}
{\displaystyle {\ce {PbO + C -> Pb + CO}}}
{\displaystyle {\ce {PbO + CO -> Pb + CO2}}}
また直接製錬法では、焙焼により一部を酸化鉛とし、これを残りの硫化鉛と反応させるもので、エネルギー的に有利な反応であるが選鉱の度合いを高める必要がある。
{\displaystyle {\ce {2PbO + PbS -> 3Pb + SO2}}}

### 湿式法
湿式法は電解精錬によるもので、電解液にヘキサフルオロケイ酸水溶液、陽極に粗鉛、陰極に純鉛を使用して電気分解を行う。鉛よりイオン化傾向が小さいヒ素、アンチモン、ビスマス、銅、銀、金などの不純物はスライム状の陽極泥として沈殿する。
{\displaystyle {\ce {Pb->Pb^{2}+{}+2{\mathit {e}}^{-}}}}（陽極）
{\displaystyle {\ce {Pb^{2}+{}+2{\mathit {e}}^{-}->Pb}}}（陰極）
酸化還元電位の接近している不純物であるスズは電解精錬では分離しにくいため、鎔融状態で水酸化ナトリウムで処理しスズの除去を行う。これにより99.99 %程度の純度の地金が得られる。

### 乾式法
粗鉛を鎔融状態として脱銅→柔鉛→脱銀→脱亜鉛→脱ビスマス→仕上げ精製の順序による工程で不純物が除去される。
脱銅
鎔融粗鉛を350 °Cに保つと鎔融鉛に対する溶解度が低い銅が浮上分離する。さらに硫黄を加えて撹拌し、硫化銅として分離する。この工程により銅は0.05 - 0.005 %まで除去される。
柔鉛
700 - 800 °Cで鎔融粗鉛に圧縮空気を吹き込むと、より酸化されやすいスズ、アンチモン、ヒ素が酸化物として浮上分離する。
柔鉛（ハリス法）
500℃程度の鎔融粗鉛に水酸化ナトリウムを加えて撹拌すると不純物がスズ酸ナトリウム Na2SnO3、ヒ酸ナトリウム Na3AsO4、アンチモン酸ナトリウム NaSbO3 になり分離される。
脱銀（パークス法）
450 - 520 °Cに保った鎔融粗鉛に少量の亜鉛を加え撹拌した後、340 °Cに冷却すると、金および銀は亜鉛と金属間化合物を生成し、これは鎔融鉛に対する溶解度が極めて低いため浮上分離する。この工程により銀は0.0001 %まで除去される。鎔融鉛中に0.5 %程度残存する亜鉛は空気または塩素で酸化され除去される。
脱ビスマス
鎔融粗鉛に少量のマグネシウムおよびカルシウムを加えるとビスマスはこれらの元素と金属間化合物 CaMg2Bi2 を生成し浮上分離する。この工程によりビスマスは0.002 %まで除去される。

## 用途

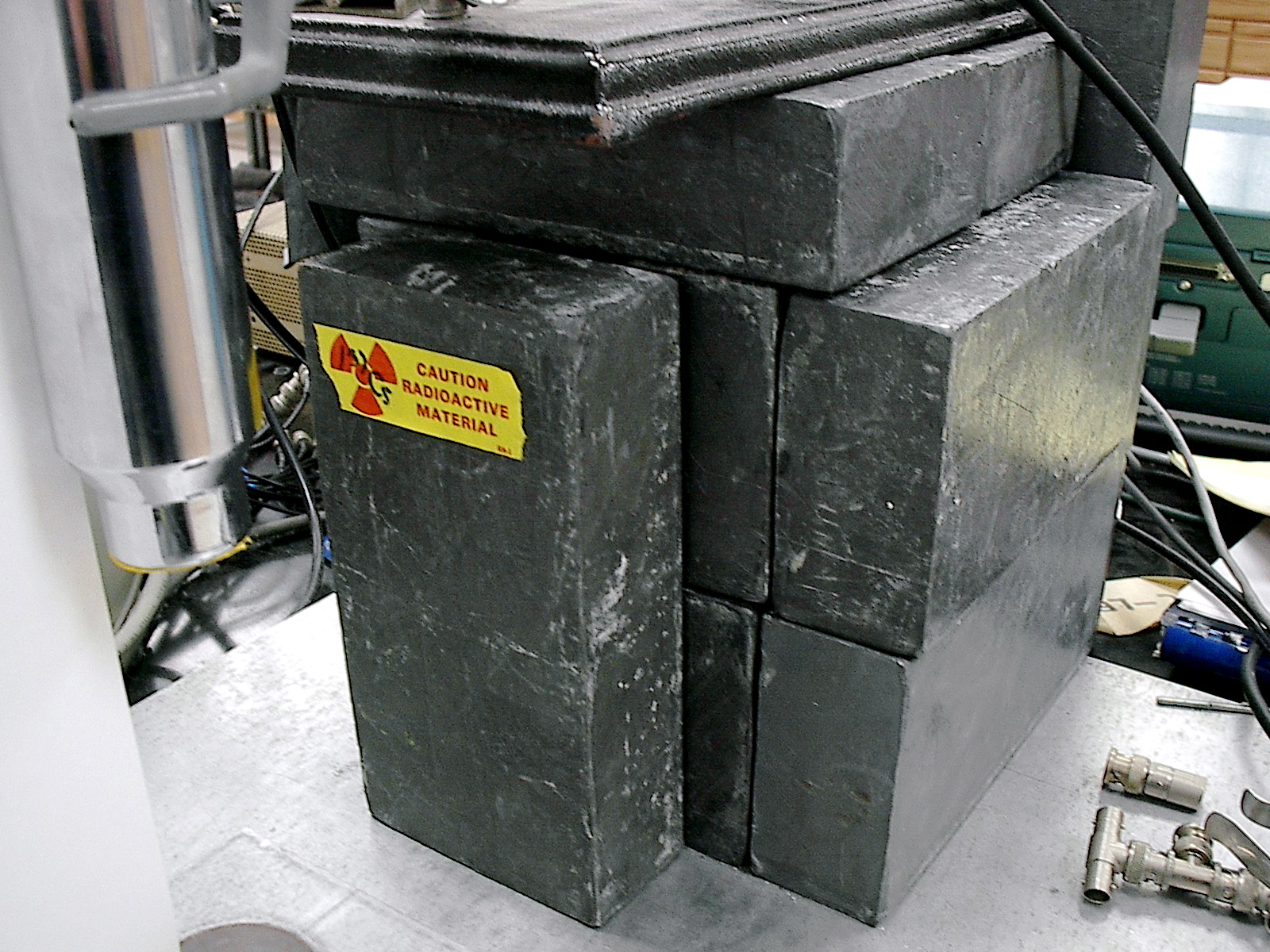
鉛レンガは、放射線の遮蔽材として用いられる

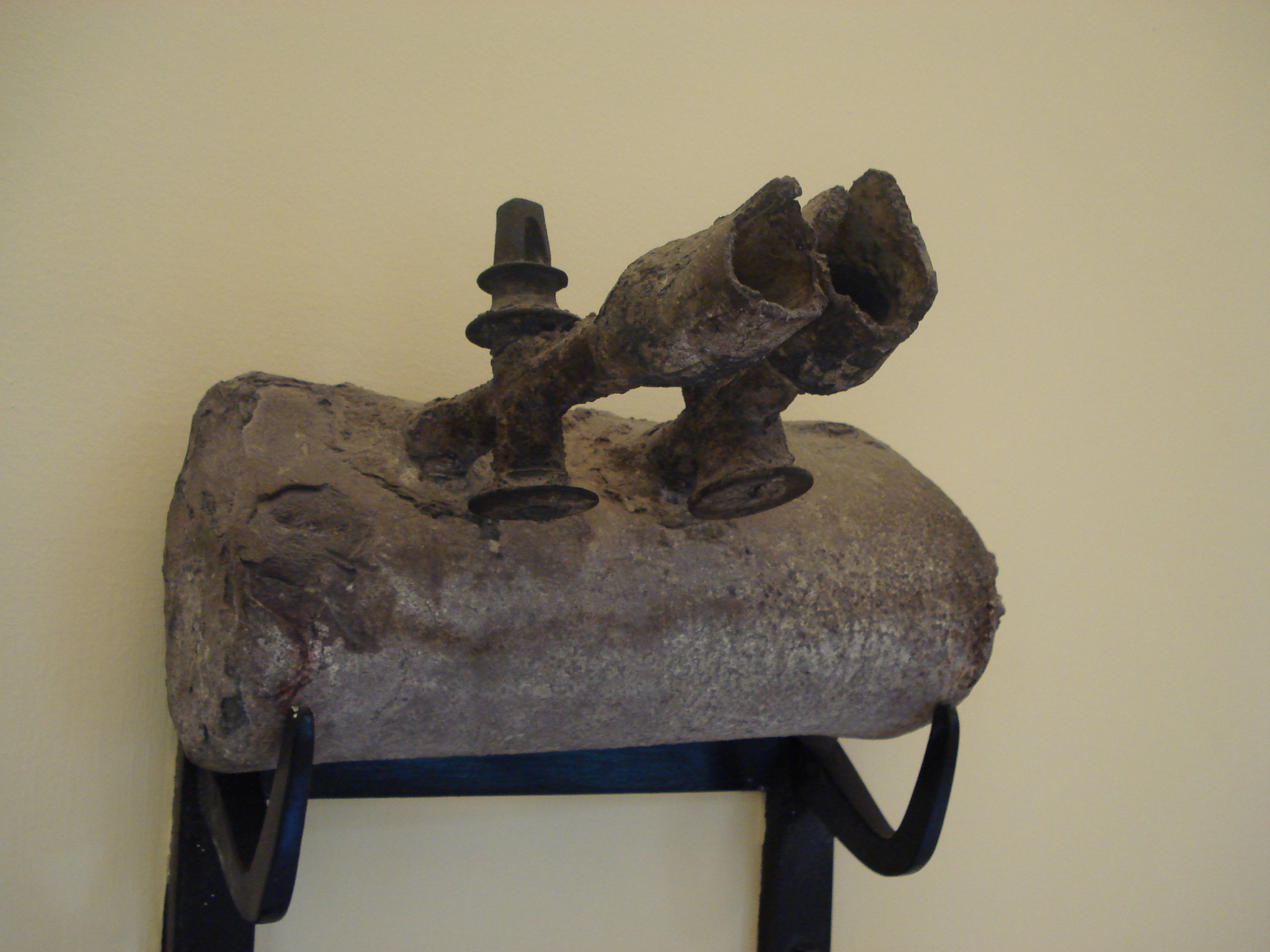
ローマ帝国の水道管には鉛が使用されていた

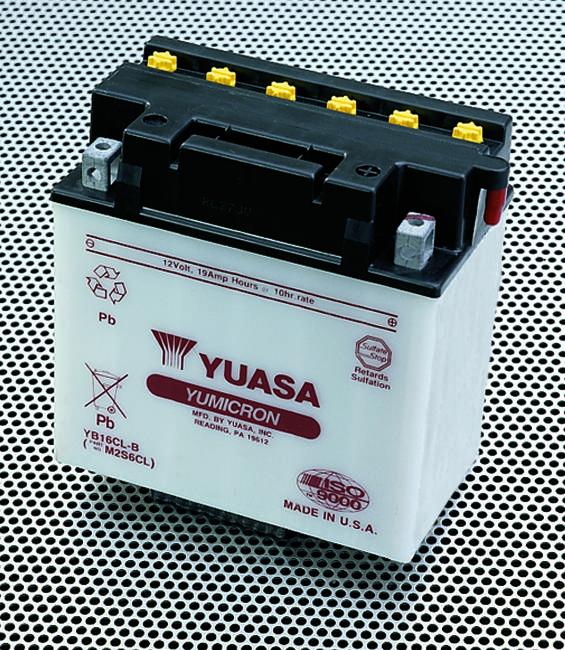
鉛蓄電池 (バイクなどの用途)の電極に使用

鉛の現在の用途は、鉛蓄電池の電極、金属の快削性向上のための合金成分（快削鋼、快削黄銅、アルミ合金A2011など）、鉛ガラス（光学レンズやクリスタルガラス）、美術工芸品（例えばステンドグラスの縁）、防音・制振シートや免震用ダンパー、銃弾、電子材料（チタン酸鉛）などである。
また、金属の中では比較的比重が大きいので放射線遮蔽材として鉛ガラスや鉛シートなどの形で用いられる。例えば核戦争を想定した戦車の内壁や、X線撮影施設の窓ガラス、ブラウン管用ガラスには鉛が含まれている。
また、釣りなどで用いられるおもり（シンカー）の材料としても鉛は用いられている。しかし、近年鉛の毒性が問題となったために、鉛に代わるおもりの素材としてタングステンなどの導入が進められている。それでも、加工のしやすさやコストの面から、未だにこの用途での鉛の需要は根強い。
その質量と柔らかい特性を活かし、ピアノの鍵盤のウエイトに用いられている。鍵盤の側面に穴を開け鉛を差し込み、叩くことで鉛が広がり固定される。
意外なところでは、三味線を演奏するときに使う「木バチ」の重りとしても使われている。このため「木バチ」を処分する際は、鉛を取り出す必要がある。
※取り出さずにゴミとして処分すると、焼却炉の中で溶けて重大な汚染を生じる危険性がある。
鉛やその合金は融点が低く加工が容易でコストも安いことから鉛の兵隊、メタルフィギュアのような玩具、ホビー、工芸品などにも多く利用されてきた。
この他、灯油やホワイトガソリンなどの液体燃料を加圧・気化して燃焼させるポータブルストーブやブロートーチ、ランタンでは、気密性と耐熱性の高さから継ぎ目のガスケットに現在でも鉛が用いられる。さらに、路面表示用白色塗料としても利用されている。
金属線を結節して圧着し、壊さずに金属線をほどくことができない封印としても古くから用いられている。
なお、かつては水道管やはんだ、おしろいなどに用いられた顔料についても鉛は大量に利用されていたものの、鉛を用いないものへの置き換えが進められている。

### はんだ
鉛とスズの合金としてはんだが知られ、低融点などの利点を持つため、古くから金属同士の接合に多用されてきた。

### アンチモニー
合金としてのアンチモニーは、鉛80%〜90%にアンチモン10%〜20%、このほか用途により錫（スズ）を少々混ぜた金属のことをいう。小皿、優勝カップ、トロフィー、メダルなどに利用される。なお、日本語でアンチモニーという場合には元素のアンチモン（英語名）のことを指す場合もある。

## 毒性
無機鉛化合物は水に溶けにくいものが多いため急性中毒を起こす事は稀だが、テトラエチル鉛のような脂溶性の有機物質は細胞膜を通過して直接取り込まれるため、非常に危険である。長期的に見た場合、鉛は自然な状態の食物にも僅かに含まれるため常時摂取されており、一定量ならば尿中などに排泄されるので鉛に対して必要以上に神経質になる必要は無いとされる。しかし、有機化合物を摂取してしまったり、排泄を上回る鉛を長期間摂取すると体内に蓄積されて毒性を持つ。
生物に対する毒性としては、体表や消化器官に対する曝露（接触・定着）により腹痛・嘔吐・伸筋麻痺・感覚異常症など様々な中毒症状を起こすほか、血液に作用すると溶血性貧血・ヘム合成系障害・免疫系の抑制・腎臓への影響なども引き起こす。遺伝毒性も報告されている。主に呼吸器系からの吸引と、水溶性の鉛化合物の消化器系からの吸収によって体内に入り、骨に最も多く定着する。生体に取り込まれた鉛の生物学的な半減期は資料によって異なるが、一例として生体全体で5年、骨に注目すると10年という値が示されている。呼吸器からの吸引に対しては、鉛を扱う工場や、鉛を含む塗料や顔料を扱う作業などに多く、職業病としての側面がある。

### 鉛中毒の歴史
鉛が原因でもたらされる鉛疝痛に関する最初の記述は、古代ギリシャのヒポクラテスによってなされている。古代ローマ時代は膨大な量の鉛が生産され、陶磁器の釉薬、料理器具、配管などにも使われていたために、ローマ人には死産、奇形、脳障害といった鉛中毒が普通に見られたと言われていた。しかしこの件は、現在では俗説扱いされている。かつて西洋では鉛は「灰吹き法」など、金・銀・銅などを製錬するための媒介としてもさかんに利用された。
古代ローマでも、貴族たちが鉛製のコップでワインを飲むのを好んだため、鉛中毒者が続出したといわれる。17世紀ごろから、ワインによる鉛中毒が論じられるようになってきたが、当時はワインを甘くする目的で、酢酸鉛が添加されていた。例えば、ワインを愛飲していたベートーヴェンの毛髪からは、後の調査によって通常の100倍近い量の鉛が検出されたことから、その晩年にほぼ耳が聞こえなくなってしまった原因として、現在では鉛中毒が有力視されている。

### 鉛害問題の対策
鉛害問題の対策として、次のような例がある。
- はんだは電気回路の組み立てなどに多用されてきたが、近年では鉛を含まない「鉛フリーはんだ」に置き換えられつつある。
- 欧州連合 (EU) では、RoHS指令により、2006年7月1日以降、高温溶融はんだなどの例外を除き、電気・電子製品への鉛の使用が原則として禁止された。このため、日本のメーカーでも鉛を含有しない部材の使用を原則としつつあるが、代替ハンダの強度不足・融点上昇の問題に起因する電気製品の製造不良（部品の中には熱に弱い物もあり、融点が上がった分ハンダ付けの際により高温に曝され部品が壊れる）が問題となっている。
- ガソリンのオクタン価向上及び吸排気バルブと周辺部品の保護にテトラエチル鉛 (C2H5)4Pb が添加されていたが、排気中に鉛が含まれてしまうことから汚染源となって問題視された。現在では鉛を含まない添加剤によるオクタン価向上策が選択されるようになり、日本など先進諸国では法的規制により有鉛ガソリンは使われなくなった。しかし日本自動車工業会[12]によると、およそ50か国で有鉛ガソリンの使用が認められており、今なお有鉛ガソリンの問題は終結していない。また、航空機のレシプロエンジンにも有鉛ガソリン (Avgas) が多用されている。
- 陶磁器の釉薬には近現代でも鉛釉は幅広く使用されてきた。適切に焼成されているものは固化して不動体となっているが、近年の中国産などの安物では鉛など重金属が食物に溶出するリスクのあるものが流通していることがある。
- 鉛は、狩猟やクレー射撃に使われる散弾にも使われてきた。環境中に鉛の粒をばらまくものであり、土壌汚染を引きこしたり、散弾を受けたが逃げたり発見されないなどして回収されなかったものを食べた鳥獣が鉛中毒を引き起こすなどしたため、デメリットはあるものの汚染の少ない鉄、銅散弾への切り替えが進められている。
- 拳銃やライフルの弾丸も、主に硬鉛などと呼ばれる鉛合金で作られている。射撃場等、弾頭部が地中に残りやすい箇所に隣接する河川等で高濃度の鉛の成分が検出される事も多く、近年では廃弾の回収や射場の改修工事などで周辺に鉛による被害が出ないように対策されている事もあるが、軍隊や法執行機関にも膨大に配備されているこれらの銃弾そのものについては、鉛ほど安価で高密度な素材がなく、より軽量な金属に置き換えると空気抵抗の影響を強く受け有効射程が低下してしまうため、長らく規制や代替材料の目処が立っていなかった。2012年から自衛隊は主力小銃弾の89式5.56mm普通弾を無鉛化。後にアメリカ陸軍もスチールコアのM855A1を採用する等、鉛フリー化の動きが見え始めている[13]。
- 鉛製水道管については、2005年7月時点の厚生労働省調査で約547万世帯に残っているが、本管から分かれた引き込み管については、水道メーターを除き個人の所有とされていることから交換費用は自己負担となり、交換は進んでいない。
- 印刷に用いる活字の素材（活字合金）の主成分は鉛である。日本での有鉛ガソリン規制の契機となった牛込柳町鉛中毒事件も、鉛汚染の原因は検査場所とされた印刷工場だった可能性が指摘されている。近年では印刷技術の革新により活字そのものの使用量が減少している。
- 安価な鋳造のペンダント、メダル、バッジ、ネックレスなどのアクセサリーには、低融点・低価格であることから鉛を含む錫合金（ホワイトメタルと通称される）が用いられる場合がある[14]。また、金属小物のベースに使われる黄銅には切削性を良くする目的で鉛が添加されているものがある[15]。近年、先進国では鉛への規制が強くなり上記のような素材は利用される事が少なくなったが、安価な輸入玩具にはいまだ利用されている場合があり、これらを子供が口に含んだりすることで健康被害が起こる可能性が指摘されている。
- 産業の副産物であるスラグ（鉱滓）には鉛を含んでいるものが存在しており、スラグからの溶出する場合がある。そのため、建材試験センターの土工用製鋼スラグ砕石の規格には溶出量と含有量を規定した環境基準が設けられている[16]。
- 鉛を含む農薬、砒酸鉛は殺虫剤として広く世界で使用された古典的な農薬の一つであり、日本でも1948年に農薬として登録（登録番号1番）されて使用されてきた。しかしながら鉛を含むことから安全性に疑念がもたれるようになり、1956年には農薬残留許容量が日本国内で最も早く設定されたほか[17]、1968年には鉛そのものも残留基準が食品四品目（リンゴ、ブドウ、キュウリ、トマト）において設定された[18]。砒酸鉛の農薬の登録は1978年に失効したが、21世紀においてもなお10種の野菜・果実に対して農薬としての鉛の残留基準が1.0または5.0 ppmで設定されている。

## 化合物

### 酸化物
- 一酸化鉛 (PbO)
- 二酸化鉛 (PbO2)
- 四酸化三鉛 (Pb3O4) - 赤色顔料・鉛丹（光明丹）として使用される
- クロム酸鉛 (PbCrO4) - 黄色顔料・黄鉛（クロムイエロー）として使用される
- チタン酸ジルコン酸鉛 (Pb(Zrx, Ti1-x)O3) - 代表的な圧電材料

### その他
- アジ化鉛 (Pb(N3)2)
- 酢酸鉛(II) (Pb(OCOCH3)2)
- 酢酸鉛(IV) (Pb(OCOCH3)4)
- テトラエチル鉛 ((C2H5)4Pb)
- 砒酸鉛 (Pb2As2O7)
- 塩化鉛 (PbCl2, PbCl4)
- ペロブスカイト太陽電池 (CH3NH3PbI3 など)

## 神秘学
西洋占星術や錬金術などの神秘主義哲学では土星を象徴するが、これは（錆を生じて）黒く重い鉛が、肉眼で確認できる惑星のなかで最も暗く動きの遅い土星と相似していると考えられたためである。また、魂の牢獄としての肉体、老化、鈍さなども象徴する。
インド錬金術で最も階層の低い金属とされる鉛は、ヴァースキの精子でできているとされ、ナーガ（蛇）と呼ばれる。また、金が死後、転生したものが鉛であるとされている。

## 関連文献
- 大澤直「鉛」『SHM会誌』第11巻第3号、エレクトロニクス実装学会、1995年、2-8頁、doi:10.5104/jiep1993.11.3_2。